# Eduard Heilingsetzer
Eduard Heilingsetzer (* 12. Juli 1905 in Wien; † 27. August 1997 ebenda) war ein österreichischer Beamter und Politiker (ÖVP).

## Leben und Wirken
Eduard Heilingsetzer war der Sohn eines Obermagistratsrates und einer Bierbrauertochter. Er wuchs in Hernals auf, wo er die Volksschule besuchte und am 3. Juli 1924 mit Auszeichnung maturierte. Von 1924 bis 1928 studierte er an der Universität Wien die Rechtswissenschaften, die Promotion zum Doktor der Rechte erfolgte am 31. Jänner 1929. Nach der Gerichtspraxis in Wien und Mondsee begann er seine Laufbahn als Finanzbeamter bei der Bezirkssteuerbehörde in Bruck an der Leitha und tat Dienst in der Finanzlandesdirektion und in der Steueradministration für den 12/1, Bezirk. Im Mai 1932 legte er die für Finanzbeamten damals obligatorische Gefällsobergerichtsprüfung ab. Am 15. Oktober 1934 wurde er in das Bundesministerium für Finanzen zur Dienstleistung einberufen, wo er nach einjähriger Verwendung in einer Budgetabteilung dem Leiter der Budgetsektion mit dem Aufgabengebiet Budgetangelegenheiten allgemeiner Natur, Bundesvoranschlag, Bundesrechnungsabschluss, Monatsvoranschläge und Kreditüberschreitungen zugeteilt wurde. Sein Sektionschef war ab 1937 der bedeutende Finanzwissenschafter Richard Pfaundler, der ihn als außerordentlich fleißig, äußerst gewissenhaft und verlässlich beschrieb und ihm einen ausgezeichneten Verwendungserfolg attestierte. Nach der Annexion Österreichs wurde Heilingsetzer in die deutsche Reichsverwaltung übernommen, wo er zunächst in der Abwicklungsstelle Finanzministerium Wien und dann in Finanzämtern arbeitete. Im September 1945 war er wieder an seinem alten Arbeitsplatz im österreichischen Finanzministerium tätig. Am 1. Oktober 1945 übernahm er die Leitung der Budgetsektion. Er war zwischen 1960 und 1961 Bundesminister für Finanzen und anschließend wieder als Sektionschef im Finanzministerium tätig. Besonders hervorzuheben ist sein Einsatz für den Bau der Felbertauernstraße. Er wurde am Wiener Zentralfriedhof bestattet.

## Auszeichnungen
- 1955: Großes Goldenes Ehrenzeichen für Verdienste um die Republik Österreich[3]